# Hylomys
Hylomys är ett släkte i underfamiljen råttigelkottar med tre arter som förekommer i sydöstra Asien.
Arterna är:
- Hylomys megalotis lever i centrala Laos, den listas av IUCN med kunskapsbrist (DD).
- Hylomys parvus hittas på västra Sumatra, den listas som sårbar (VU).
- Hylomys suillus förekommer på det sydostafrikanska fastlandet från södra Kina (Yunnan) till Malackahalvön och Vietnam samt på Sumatra, Borneo och Java, arten listas som livskraftig (LC).

## Beskrivning
Utseende och levnadssätt är huvudsakligen känt för arten Hylomys suillus. Arterna har inga taggar utan mjuk päls och påminner mer om näbbmöss. Kroppslängden (huvud och bål) är 9 till 15 cm, svanslängden är 4,5 till 8 cm och vikten varierar mellan 15 och 20 gram. Pälsen har på ovansidan en brun och vid buken en grå färg. Ibland finns svarta strimmor.
Habitatet utgörs främst av fuktiga skogar. Individerna kan vara aktiva på dagen och på natten och de vistas vanligen på marken. Ibland klättrar de i låga delar av växtligheten. De äter främst insekter, daggmaskar och andra ryggradslösa djur men åt även en och annan frukt i fångenskap. Hylomys bildar små flockar av upp till tre individer eller lever ensam.
Honor kan troligen para sig hela året och efter 30 till 35 dagars dräktighet föds upp till tre ungar.